# 심현섭
심현섭(沈賢燮, 1970년 5월 6일~ )은 대한민국의 배우, 희극인이다. 본관은 청송(靑松)이다.

## 생애
대표작으로 《사바나의 아침》, 《봉숭아 학당》, 《가슴팍 도사》 등이 있는 그는 1993년 10월 MBC 《지금은 특집방송중》이 공개 모집을 통해 뽑은 개그그룹 '개그박스'로 첫 데뷔하였다. 
- 그는 대한민국 해군 사병으로 복무하였다.

- 1983년 10월 9일 전두환 대통령의 수행원으로 갔다가 미얀마 아웅산 묘역 폭탄테러사건으로 사망한 심상우 前 국회의원의 막내아들이다.[2]

- 1993년 군 제대 후(해군 홍보단) 같은 해 4월 MBC TV 개그맨 콘테스트 4기 시험을 봤으나[3] 탈락한 후 같은 해 10월 MBC 《지금은 특집방송중》이 공개모집을 통해 뽑은 개그그룹인[4] '개그박스'로 데뷔했으며, 1995년 7월 MBC TV 개그맨 콘테스트 6기에 도전했지만 탈락했고[5] 1996년 SBS 공채 개그맨 5기로 입사해 정식 희극배우가 되었으나 IMF 이후 SBS가 코미디 프로그램을 폐지하면서 설 자리를 잃게 되자 KBS로 자리를 옮겼으며 이 시기에 《개그콘서트》의 창립 멤버가 되었는데 그 특유의 애드립으로 《개그콘서트》를 크게 성공시켰다.

- 특히 〈사바나의 아침〉 코너에서 심현섭은 아무렇게나 막 말했는데 이게 엄청난 인기를 끌었다.

- 이후[6] 2002년 가을 신설 프로그램 《러브 투나잇》공동 MC와 《좋은 친구들》의 공동 사회를 맡아[7] 친정인 SBS 복귀를 했는데 이에 앞서 2년도 넘기지 못할 것 같은데 2년만에 2002년 초 방송된 같은 채널 《웃는밤 좋은밤》(김미화 유정현 공동진행)의 고정 게스트를 맡아 SBS 복귀를 할 예정이었지만[8] KBS 측의 반대로 무산되기도 했다.

- 한편, 줄곧 MBC에서 활동해 온 이경규와 함께 2000년 봄 개편 때 신설된 KBS 2TV 《이경규, 심현섭의 행복남녀》의 공동 진행을 맡았지만 일본 프로그램 표절 시비에 휘말려[9] 1년을 넘기지 못한 채 조기 종영되는 수모를 겪어야 했는데 그 해 2001년 3월 17일 파일럿으로 방송될 당시에는 《이경규 심현섭의 나이트쇼》란 제목으로[10] 편성됐다.
- 성대모사, 표정연기, 외국어를 활용한 개그 실력이 뛰어나 대중들에게 인기를 얻었다.
- 최근 위종양 양성 판정을 받고 수술을 마쳤다.

## 기타
- 연예인이 된 이후에는 얼굴 팔리는 것 때문에 수치심, 공황장애가 왔다고 토로했다.

- 어렸을 때부터 정치인의 아들로 살아온 일로 인해 처신에 대해 굉장히 조심하는 성격이며 유복하게 성장했으나 아버지의 사망 이후 연예인이 되었다.

## 학력
- 예일초등학교
- 구산중학교
- 중동고등학교
- 서울예술전문대학 시각디자인학과

## 출연작

### 방송
- 2024년 《조선의 사랑꾼》 TV조선
- 2024년 《아침마당》 KBS 1TV - 화요초대석 9561회, 2024.1.8
- 2022년 《아트싱어》 MBN
- 2017년 《미스터리 음악쇼 복면가왕》 MBC - 참가자 (리듬을 쳐줘요! 상암동 타자기!)
- 2016년 《이제 만나러 갑니다》 채널A
- 2016년 《마이 리틀 텔레비전》 MBC
- 2015년 《SNL 코리아 (시즌 6)》 tvN
- 2012년 《코미디쇼 코코아》 TV조선
- 2011년 《SK 핸드볼 코리아컵》 객원 해설자
- 2011년 《세대공감 토요일》 KBS
《개그시대》 채널A
- 2009년 《개그야》MBC
- 2007년 《2시가 좋아》TBS 라디오, 
《코미디 X-1》tvN
- 2005년 《웃으면 복이와요》 MBC
《웃는 day》 MBC
《코미디 카운트다운》 (ch BLUE)
- 2004년 《폭소클럽》 KBS
《웃음을 찾는 사람들》 SBS
- 2003년 《오리지날 늬우스》 SBS
- 2001년 《체험 삶의 현장 - 너희가 국산 치즈를 아느냐?》 KBS
- 2002년《러브 투나잇》 SBS (공동진행)(중도하차)
- 2000년 《수수께끼 블루》 KBS - 와!아저씨
- 2000년 《테마쇼 인체여행》 KBS
- 2000년 《쇼 뮤직탱크》 (KMTV)
- 2000년 《이경규 심현섭의 나이트쇼》
《이경규, 심현섭의 행복남녀》
- 1999년~2003년 《개그 콘서트》KBS

〈꽃봉오리 예술단〉
〈봉숭아학당〉맹구 역
〈사바나의 아침〉
〈스크림〉
〈공포극장〉
〈방황〉
〈유언〉
〈기녀가〉
〈불사파〉
〈수달교〉
〈요술냄비〉
〈종합뉴스 24시〉
〈동물본부 24시〉
〈거리의 시인들〉
〈거리의 삐에로〉
〈Let's go! 글로벌 개인기〉
- 1999년 《코미디 세상만사》 KBS
《시사터치 코미디파일》 KBS
- 《TV는 사랑을 싣고》 KBS
- 《좋은나라 운동본부》 KBS

### 드라마
- 2020년 《편의점 샛별이》 (SBS) - 플라잉 요가학원 원장 역 (특별출연)
- 2013년 《환상거탑》(tvN) - 상식 역
- 2009년 《미남이시네요》 (SBS) - 진행자 역
- 2008년~2009년 《가문의 영광》(SBS) - 김병도 역
- 2008년 《압록강은 흐른다》(SBS) - 일본군인 역
- 2004년 《파리의 연인》 (SBS) - CSV 교육생 역
- 2002년 《이색극장 두남자 이야기》(KBS2)

### 영화
- 2001년 《쿠스코? 쿠스코!》 애니메이션 - 황제 쿠스코의 목소리 역 (한국어 더빙)
- 2001년 《스페릭스(Spheriks)》 애니메이션 - 더빙, 해설자

### 뮤지컬
- 2007년 《넌센스 넛크래커》

### 라디오
- KBS 해피FM 《심현섭 박준형의 신나는 오후 4시》
- KBS 해피FM 《이영자, 심현섭의 싱싱한 12시》
- KBS 해피FM 《KBS 해피FM 추석 교통 특별생방송 고향길 즐겁게》
- KBS 해피FM 《KBS 해피FM 설날 교통 특별생방송 고향길 즐겁게》
- TBS 교통방송 《심현섭의 2시가 좋아》
- TBN 한국교통방송《심현섭, 장윤희의 신나는 운전석》
- TBN 한국교통방송《심현섭, 선우경의 신나는 운전석》
- EBS 라디오《대한민국 성공시대》

## 광고 모델
- 1997년 롯데제과 티코볼
- 1999년 서울우유 네버다이칸
- 1999년 파파이스 (김영철과 함께 출연)
- 1999년 팔도 왕뚜껑 (박남현과 함께 출연)
- 2000년 오리온 마이민트
- 2000년 크라운제과 롱스
- 2001년 롯데푸드 거북알 (박희진과 함께 출연)
- 2005년 별난맞고
- 2020년 상상인 저축은행, 증권

## 수상 경력
- 2000년 제36회 백상예술대상 코미디언부문 남자최우수연기상[11]

## 개그콘서트에서 성공과 몰락
《개그콘서트》의 원조 멤버인 김미화, 백재현 등과 함께 개그콘서트의 중심멤버로 활약하다가 김미화, 백재현 등이 직접 출연하지 않게 되자 그가 핵심적인 역할을 하게 되었는데 개인사정 탓인지 2000년 6월 해당 프로그램에서 잠정 하차했으며 같은 해 가을개편 때 복귀했다. 《사바나의 아침》코너에서 사바나 추장 역을 맡아 "밤바야~"등의 유행어를 남겼고 후배들에게 뛰어난 개그를 전수해 줬는데 2002년 4월 28일 《개그콘서트》 '봉숭아학당' 코너에서 유승준을 "미국에서 못 돌아오는 기집애"라 표현해 유승준 팬들로부터 집중적인 공격을 받아왔으며 5월 12일 같은 프로그램-같은 코너에서 나애리로 분해 가슴타령을 하는 김지혜를 맞받아 "가슴이 SES의 바다"라면서 눈썹 사이가 조금 넓은 얼굴을 가슴에 그려놓고 개그를 하는 한편  양쪽 젖꼭지에 눈을 그려놓은 상체를 보여주며 "눈과 눈 사이가 멀어요"라는 발언을 했고 S.E.S 히트곡 <Dreams Come True>를 부르며 "눈을 좁혀 줄거야"라고 개사하며 불러 S.E.S 팬들로부터 집중 공격을 받아야 했다.
- 하지만 모 프로그램(개그콘서트는 아님)에 출연해 말실수를 크게 하는 바람에 장기간 출연 정지를 당했고 이로 인해 라디오 프로그램을 전전하는 등 방송에서 제한적인 활동을 하게 되었다.

- 2002년 대선 직전 이회창 지지연설에서 심현섭은 친노 성향의 록커 윤도현이 자신의 프로그램인《윤도현의 러브레터》의 출연을 막았다고 발언하면서 파문을 일으켰지만 몇년이 지난 후에 '윤도현을 만나 사과하고 싶다'고 공개적인 화해를 청하는 것으로 일단락되었다.

한편, 앞서 본 것처럼 IMF 이후 SBS가 코미디 프로그램을 폐지하면서 설 자리를 잃게 되자 KBS로 자리를 옮겼다가 2002년 가을 신설 프로그램 《러브 투나잇》공동 MC와 《좋은 친구들》의 공동 사회를 맡아 친정인 SBS 복귀를 했으나 아이디어 고갈과 피로 탓인지 두 프로그램의 공동 MC였던 이태식 박성호 황승환 김숙과 함께 동반 하차(러브 투나잇 - 2003년 1월 15일 좋은 친구들 - 같은 달 19일)해야 했다.
아울러, 심현섭은 또 2007년 모 케이블 방송 토크쇼에 나와 KBS와의 갈등에 대해 "당시 대우도 좋지 않고 편한 생활에 익숙하던 차에 주저 없이《개그콘서트》를 관둔 후 SBS로 이적했다"라고 발언했다.

### 유행어
- 봉숭아학당 코너의 맹구 역에서
  - "정부는 ~ 왜 oo가 oo인 줄 아나? oo면 이상하잖아"
  - "가슴이~ 가슴이~ oo에요"

## 김형곤 고소 문제
- 2002년 7월 11일 모 신문에 故 김형곤이 회장으로 재직한 다이어트 킴에서 광고를 하며 무단으로 심현섭의 얼굴을 게재하자[18] 심현섭의 소속사인 스타밸리는 같은 달 12일 서울지법 동부지원에 김형곤을 상대로 초상권 침해와 사기 혐의로 소장을 접수했다.

이에 스타밸리가 2002년 7월 16일 김형곤에 대한 고소를 취하하여 사건은 간신히 해결됐지만 심현섭은 김형곤이 2006년 3월 11일 타계한 뒤 빈소에 오지 않았으며 심현섭 외에도 1993년 초 소위 '감자골 사건' 이후 본인(김국진) 등 감자골 4인방이 김형곤을 비롯한 KBS 중견 개그맨들과 사이가 틀어진 과정에서 '감자골 4인방'의 맏형이었던 김국진 등이 김형곤 돌연사 당시 빈소에 오지 않았다.
한편, 김형곤은 앞서 언급한 사건(심현섭의 얼굴을 무단으로 게재하자 심현섭의 소속사인 스타밸리가 2002년 7월 12일 서울지법 동부지원에 본인(김형곤)을 상대로 초상권 침해와 사기 혐의로 소장 접수) 외에도 1991년 12월 초 KBS 공채 6기(90년) 출신 개그맨 서인석 폭행 사건으로 물의를 빚었고 같은달 말 건강 문제 때문에 한동안 코미디 프로그램 활동을 중단했으며 서인석은 KBS 공채 개그맨 선배(86년 4기) 곽재문과 함께 1992년 3월 SBS행 열차를 탔는데 대우-배역 비중 문제 때문에 제작진과 잦은 마찰을 빚어온 것 외에도  신동엽 (특채) 김경식 (공채 1기) 등 SBS에서 키운 신인 개그맨들에게 밀려 예전의 인기를 회복하지 못하자  다음 해 5월 KBS로 돌아왔고 김형곤은 서인석에 앞서 1985년 6월 후배 개그맨 최양락에게 고용한 운전사를 본인(김형곤) 허락 없이 최양락이 무단으로 채용하자 심야에 최양락의 집으로 가서 최양락에게 폭력을 행사했으며 서인석과 함께 1992년 3월  SBS로 자리를 옮긴 곽재문은 SBS 이적 뒤 '개밥그릇'이란 별칭을 얻었으나  IMF가 터지면서 코미디가 구조조정된 데다  콩트코미디가 쇠퇴하면서 용도폐기됐고 뒷날 사업가로 변신했는데 1999년 9월 3일부터 포맷을 정통 콩트 코미디로 개편한 동시에 모든 코너를 교체한 한편 한동안 개인사정 때문에 프로그램을 떠난 최양락, 김미화를 출연진으로 복귀시킨  《코미디 세상만사》를 통해 친정 KBS에 돌아왔으며 이 시기 곽재문 외에도 KBS 공채 5기(1987년)로 데뷔한 후 1991년 10월 SBS 이적 뒤 '랄랄라 선생님'으로 주가를 올렸지만  IMF가 터지면서 코미디가 구조조정되어 설 자리를 잃었던 최형만이 《코미디 세상만사》를 통해 친정 KBS 복귀를 했고 김형곤과의 폭행사건 이후 슬럼프에 빠져 1992년 3월 SBS행 열차를 탔으나  대우-배역 비중 문제 때문에 제작진과 잦은 마찰을 빚어온 것 외에도  신동엽 (특채) 김경식 (공채 1기) 등 SBS에서 키운 신인 개그맨들에게 밀려 예전의 인기를 회복하지 못한 서인석이 1993년 5월 KBS로 돌아올 당시 KBS는 소위 '감자골 사건' 때문에 분위기가 어수선해진 상태였으며 이 탓인지 SBS 초창기 공채 개그맨들 중에서는 윤정수(공채 1기) 홍록기 (공채 2기) 김구라 (본명 김현동)(공채 2기)를 제외하면 김형곤 돌연사 당시 빈소에 오지 않았다.

## 가슴팍 도사로 재기
이후에는 주로 라디오 DJ 등 5년간 무명에 가까운 활동을 했었지만 2009년에 문화방송의 코미디 프로그램 《개그야》에서 《무릎팍도사》를 패러디한《가슴팍 도사》에 도사 역으로 출연해 다시 희극인으로서 활동하고 있다.

## 아웅산 테러 사건
- 심현섭의 중학교 1학년 때 아버지가 전두환 대통령의 수행원으로 미얀마에 갔다가 아웅산 폭탄 테러로 숨졌다.
- 그때 속보를 듣는 순간 1분이 길었다고 한다.
- 그때 테러범 중 한 명인 강민철[41] 이 2008년 5월 18일 미얀마의 교도소에서 숨졌을 때 아웅산 테러의 공작원도 남북 분단 시대의 희생자라고 담담히 언급하였다.[42]

## 가족 관계
- 아버지 : 심상우(1938년 5월 7일 ~ 1983년 10월 9일)
- 어머니 : 임옥남(1938년 2월 16일 ~ 2020년 5월 9일)
- 누나 : 심효경(沈孝卿, 1964년 ~ )
- 첫째형 : 심인섭(沈仁燮, 1966년 ~ )
  - 첫째형수 : 이향란(李香蘭, 1970년 ~ )
- 둘째형 : 심진섭(沈眞燮, 1968년 ~ )
  - 둘째형수 : 장지현(1966년 ~ )
    - 조카 : 심혜인(沈彗仁, 1994년 ~ )
    - 조카 : 심재혁(沈載爀, 1997년 ~ )
- 여동생 : 심유경(沈有卿, 1972년 ~ )
- 고모 : 심혜진
- 배우자 : 정영림(1981년생 ~ )

## 같이 보기
- 심상우
- 백재현
- 이영자
- 김지혜
- 박준형
- 이창훈
- 김영철
- 김준호
- 김미화
- 김대희
- 김경희
- 전유성
- 심형래